# Seymour Cassel
Pour les articles homonymes, voir Cassel.
Seymour Cassel est un acteur américain, né le 22 janvier 1935 à Détroit (Michigan) et mort le 7 avril 2019 à Los Angeles (Californie).

## Biographie
Seymour Cassel est né à Detroit, Michigan, fils de Pancretia Ann (née Kearney), interprète, et de Seymour Joseph Cassel, propriétaire d'une boîte de nuit. Les débuts de sa carrière ont été liés au co-acteur John Cassavetes, qui fait officieusement partie de son clan d'acteurs. Il a fait ses débuts au cinéma dans le premier film de Cassavetes, Shadows, sur lequel il a également été producteur associé. En 1961, il partage la vedette avec Cassavetes dans La Ballade des sans-espoir (Too Late Blues) et The Webster Boy de 1962. Il est également apparu dans The Lloyd Bridges Show dans l'épisode A Pair of Boots, réalisé par son ami Cassavetes. Cassel est apparu dans des émissions populaires telles que Twelve O'Clock High, Combat !, et The FBI. Il est également apparu sous le titre Cancelled, l'un des hommes de main du colonel Gumm dans l'épisode Une pièce de l'action de Batman TV, dans les années 1960.

## Filmographie

### Comme acteur
- 1959 : Shadows
- 1960 : Juke Box Racket : Seymour
- 1960 : Crime, société anonyme (Murder, Inc.) : Teenager
- 1961 : La Ballade des sans-espoir (Too Late Blues) : : Red, le bassiste
- 1962 : A Pair of Boots
- 1962 : The Webster Boy : Vic
- 1964 : À bout portant (The Killers) : Réceptionniste
- 1964 : Le Prix d'un meurtre (The Hanged Man) de Don Siegel (TV) (non crédité)
- 1968 : Fureur à la plage (The Sweet Ride) : Surfer / Cyclist
- 1968 : Faces : Chet
- 1968 : Un shérif à New York (Coogan's Bluff) : Joe (young hood)
- 1970 : The Revolutionary : Leonard II
- 1971 : Minnie et Moskowitz (Minnie and Moskowitz) : Seymour Moskowitz
- 1973 : Nightside (TV) : Ralph
- 1976 : Meurtre d'un bookmaker chinois (The Killing of a Chinese Bookie) : Mort Weil (Gangster)
- 1976 : Le Dernier nabab (The Last Tycoon) : Seal trainer
- 1977 : A Very Special Place (TV)
- 1977 : Scott Joplin : Dr Jaelki
- 1977 : Black Oak Conspiracy : Homer
- 1977 : Death Game : George Manning
- 1977 : Valentino : George Ullman
- 1977 : Opening Night : Cameo appearance
- 1978 : Le Convoi (Convoy) de Sam Peckinpah : Governer Jerry Haskins
- 1979 : Ça glisse... les filles ! (California Dreaming) : Duke Slusarski
- 1979 : Ravagers : Blind lawyer
- 1979 : Sunburn, coup de soleil (Sunburn) : Dobbs
- 1980 : Un ange sur le dos (Angel on My Shoulder) (TV) : Smiley Mitchell
- 1980 : La Fureur sauvage (The Mountain Men) : La Bont
- 1981 : King of the Mountain : Barry Tanner
- 1983 : Rage (TV)
- 1983 : Déclics (Double Exposure) : Dr Frank Curtis
- 1983 : Blood Feud (TV) : Frank Kierdorff (Hoffa enforcer / torch)
- 1983 : Condamnation sans appel (I Want to Live) (TV) : John Santo
- 1984 : Love Streams de John Cassavetes : Jack Lawson
- 1986 : Les Reines de la nuit (Beverly Hills Madam) d'Harvey Hart (téléfilm) : Tony
- 1986 : L'Œil du tigre (Eye of the Tiger) de Richard C. Sarafian : Shérif
- 1987 : Les Filous (Tin Men) : Cheese
- 1987 : Pacte avec un tueur (Best Seller) : Carter
- 1987 : Survival Game : Dave Forrest
- 1988 : Toutes folles de lui : Wallace Gibson
- 1988 : Plain Clothes : Ed Malmburg
- 1988 : Colors : Officer Sullivan
- 1988 : Track 29 : Dr Bernard Fairmont
- 1989 : Sweet Bird of Youth (TV)
- 1989 : Ma belle-mère est une sorcière (Wicked Stepmother) : Feldshine, Magick Shop Owner
- 1990 : Cold Dog Soup : Jojo
- 1990 : Dick Tracy : Sam Catchem
- 1991 : Croc-Blanc (White Fang) : Skunker
- 1991 : Mobsters : Father Bonotto
- 1991 : Cold Heaven : Tom Farrelly
- 1991 : Hit man, un tueur (Diary of a Hitman) : Koenig
- 1991 : Dead in the Water (TV) : Lt. Frank Vaness
- 1991 : Face of a Stranger (TV) : Ralph
- 1992 : In the Soup : Joe
- 1992 : What Happened to Pete : Bartender
- 1992 : Adventures in Spying : Ray Rucker
- 1992 : Lune de miel à Las Vegas (Honeymoon in Vegas) : Tony Cataracts
- 1992 : Chain of Desire : Mel
- 1993 : Partners (TV)
- 1993 : Une belle emmerdeuse (Trouble Bound) : Santino
- 1993 : Proposition indécente (Indecent Proposal) : Mr. Shackleford
- 1993 : L'Extrême Limite (Boiling Point) : Virgil Leach
- 1993 : Love Is Like That : Uncle Bud
- 1993 : When Pigs Fly : Frank
- 1994 : Dark Side of Genius : Samuel Rourke
- 1994 : Tollbooth : Larry / Leon
- 1994 : Ouf!
- 1994 : Hand Gun : Jack McCallister
- 1994 : L'Escorte infernale (Chasers) de Dennis Hopper : Master Chief Bogg
- 1994 : Milliardaire malgré lui (It Could Happen to You) : Jack Gross
- 1994 : There Goes My Baby : Pop
- 1994 : Imaginary Crimes : Eddie
- 1994 : Au cœur de l'enquête (Under Suspicion) (série télévisée) : Lt. Mickey Schwartz (1994-1995)
- 1995 : Génération sacrifiée (Dead Presidents) : Saul
- 1996 : Les Frères Gravet de René Féret : lui-même
- 1996 : The Last Home Run : Older Jonathan
- 1996 : Dead Girl : Ira Goluh
- 1996 : Turnpike : Older man
- 1996 : Cannes Man : Sy Lerner
- 1996 : Good Company (série télévisée) : Jack O'Shea
- 1996 : Rêve pour une insomniaque (Dream for an Insomniac) : Uncle Leo
- 1996 : Trees Lounge : Uncle Al
- 1996 : I Sfagi tou kokora
- 1996 : Caméléone : Francis
- 1996 : Juicehead : Dr Watt
- 1996 : Des choses que je ne t'ai jamais dites (Cosas que nunca te dije) : Frank
- 1997 : Seed : First Client
- 1997 : Le Dernier Parrain (The Last Don) (feuilleton TV) : Alfred Gronevelt
- 1997 : Liens secrets (This World, Then the Fireworks) : Detective Harris
- 1997 : Berlin Niagara (Obsession) : Jacob Frischmuth
- 1998 : Ballad of the Nightingale
- 1998 : Snapped : Bob
- 1998 : Black and White : Sal
- 1998 : Relax... It's Just Sex : Emile Pillsbury
- 1998 : Parrain malgré lui (Hoods) : Pop Martinelli
- 1998 : Rushmore : Bert Fischer
- 1998 : The Treat : The Councilman
- 1998 : Johnny 316 d'Erick Ifergan : le magasinier
- 1998 : Emma's Wish (TV) : Harry
- 1998 : The Last Call
- 1999 : Temps : Arthur, the studio president
- 1999 : Getting to Know You
- 1999 : Motel Blue : Capistrano Minister
- 1999 : Kubanisch rauchen : Dragan
- 1999 : Me and Will : Roy
- 2000 : The Cure for Boredom : Eddie
- 2000 : Next Stop, Eternity : Lawrence
- 2000 : Women of the Night : Sally
- 2000 : Animal Factory : Lieutenant Seeman
- 2000 : The Crew : Tony 'Mouth' Donato
- 2000 : Juste une nuit (Just One Night) : Arthur Imperial
- 2001 : The Chameleon : Richard Cavanaugh
- 2001 : The Sleepy Time Gal : Bob
- 2001 : Bartleby : Frank Waxman
- 2001 : 61* (TV) : Sam Simon
- 2001 : La Famille Tenenbaum (The Royal Tenenbaums) : Dusty
- 2002 : Time & Again : Steve
- 2002 : The Biz : Eugene Hinkle
- 2002 : Deadrockstar : Milton
- 2002 : Passionada : Daniel Vargas
- 2002 : Sonny de Nicolas Cage : Albert
- 2002 : Harvard à tout prix (Stealing Harvard) : Uncle Jack
- 2002 : Manna from Heaven de Gabrielle Burton et Maria Burton : Stanley
- 2002 : The Burial Society : Sam Goldberg
- 2003 : Wishing Time : The Angel
- 2003 : A Good Night to Die : Guy
- 2003 : Deux en un (Stuck on You) : Morty O'Reilly
- 2004 : Sweet Underground : Wally
- 2004 : Thanksgiving : Del
- 2004 : La Vie aquatique (The Life Aquatic with Steve Zissou) : Esteban du Plantier
- 2005 : Lonesome Jim : Don
- 2005 : The Wendell Baker Story : Boyd
- 2005 : Bittersweet Place : Jack "Pappy" Schaffer
- 2005 : Before It Had a Name : Jeff
- 2005 : Main Street : Big Business
- 2005 : Welcome to California : Jim's Father
- 2005 : Circadian Rhythm : Hoover
- 2005 : Sea of Dreams : Tomaso
- 2006 : Bye Bye Benjamin : Mr. Ruby
- 2006 : The Tenants : Levenspiel
- 2007 : Postal : Paul
- 2009 : Little New York (Staten Island) : Jasper
- 2013 : Lost Angeles de Phedon Papamichael : le critique de cinéma
- 2014 : The Dependables de Sidney J. Furie : Dominic Ackers
- 2015 : Un chien très chanceux : Spencer
- 2021 : Cosmic Radio : Malcolm Stone (sortie posthume)